# Gabriella Gerzsenyi
Gabriella Gerzsenyi (maďarsky Gerzsenyi Gabriella; * 1977 Berehovo) je maďarská politička, právnička a spisovatelka, od července roku 2024 poslankyně Evropského parlamentu zvolená za stranu Respekt a svoboda (TISZA) a zasedající v parlamentní frakci Evropské lidové strany (EPP).

## Biografie
Narodila se roku 1977 do maďarské rodiny ve městě Berehovo na Zakarpatské ukrajině v tehdejším Sovětském svazu. Po smrti svého otce se v roce 1987 přestěhovala do Maďarska (tehdy Maďarská lidová republika). Roku 1995 odmaturovala na Zrínyi Ilona Gimnázium ve městě Nyíregyháza. Následně absolvovala studium práv na Univerzitě Loránda Eötvöse v Budapešti, kde získala v roce 2000 právniký diplom. V roce 2004 byla v rámci doktorského studia stipendistkou na Katholieke Universiteit Leuven v Belgii. V letech 2005 až 2021 působila v Bruselu.

### Politická kariéra
Na jaře roku 2024 vyslyšela výzvu Pétera Magyara, místopředsedy strany Respekt a svoboda (TISZA), který skrze média hledal vhodné osobnosti, jež by kandidovali v evropských a komunálních volbách. Gabriella Gerzsenyi byla umístěna na 6. místo na kandidátní listinu strany TISZA pro eurovolby, ze které byla zvolena poslankyní Evropského parlamentu s mandátem do roku 2029.

## Soukromý život
Je vdaná a má dvě dospívající děti. Žije na Szentenderském ostrově u Budapešti.
Vedle rodné maďarštiny hovoří také anglicky, francouzsky, italsky, německy a rusky.

## Dílo
- Az Európai Unióról és az Európai Unió működéséről szóló szerződések magyarázata. Budapest: Wolters Kluwer Hungary, 2011. (maďarsky)
- Brüsszel után szabadon. Budapest: Nap Kiadó, 2021. (maďarsky)
- Három lábbal a földön. Budapest: Nap Kiadó, 2023. (maďarsky)